# St. Laurentius (Nußdorf)

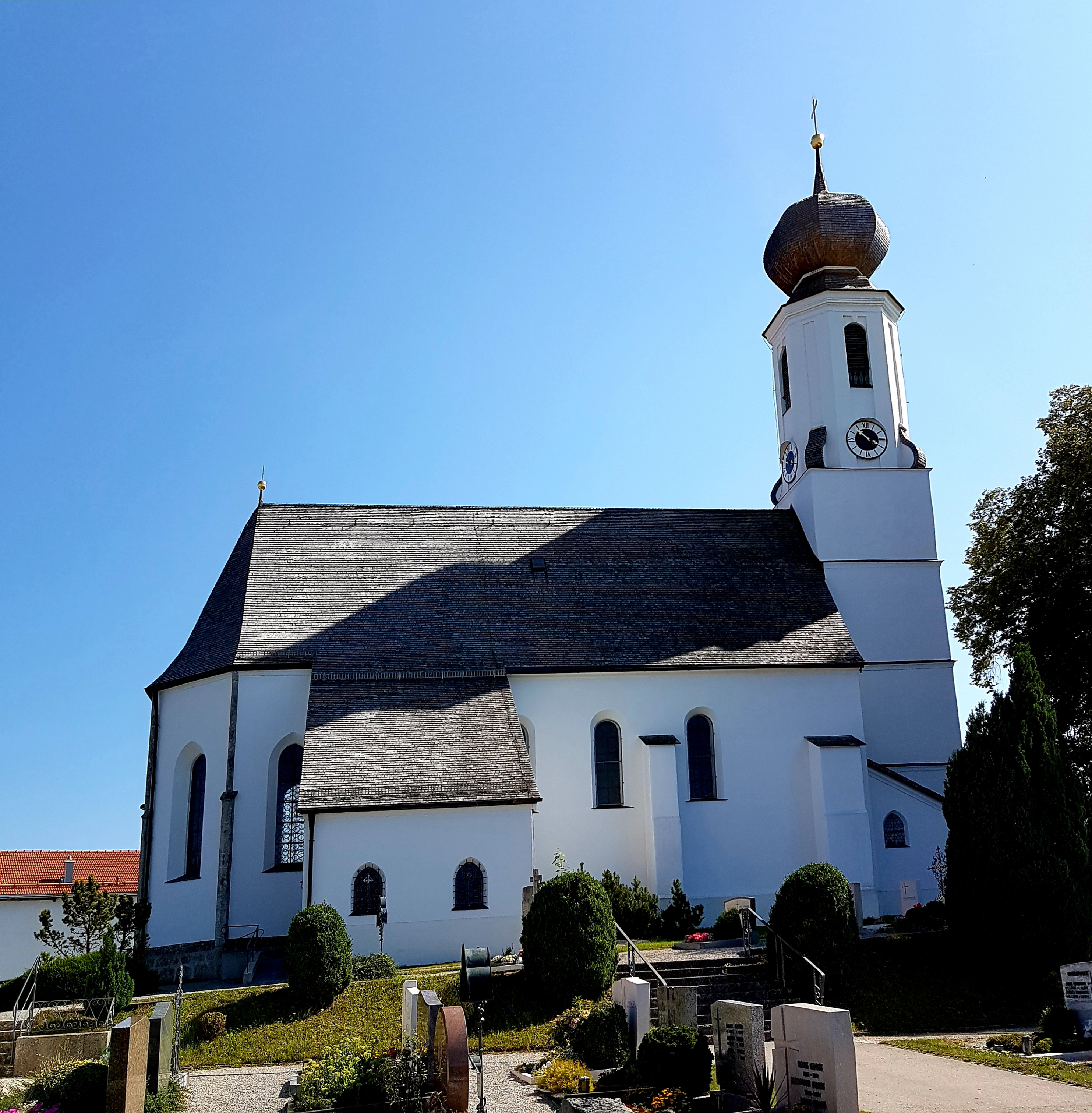
St. Laurentius in Nußdorf

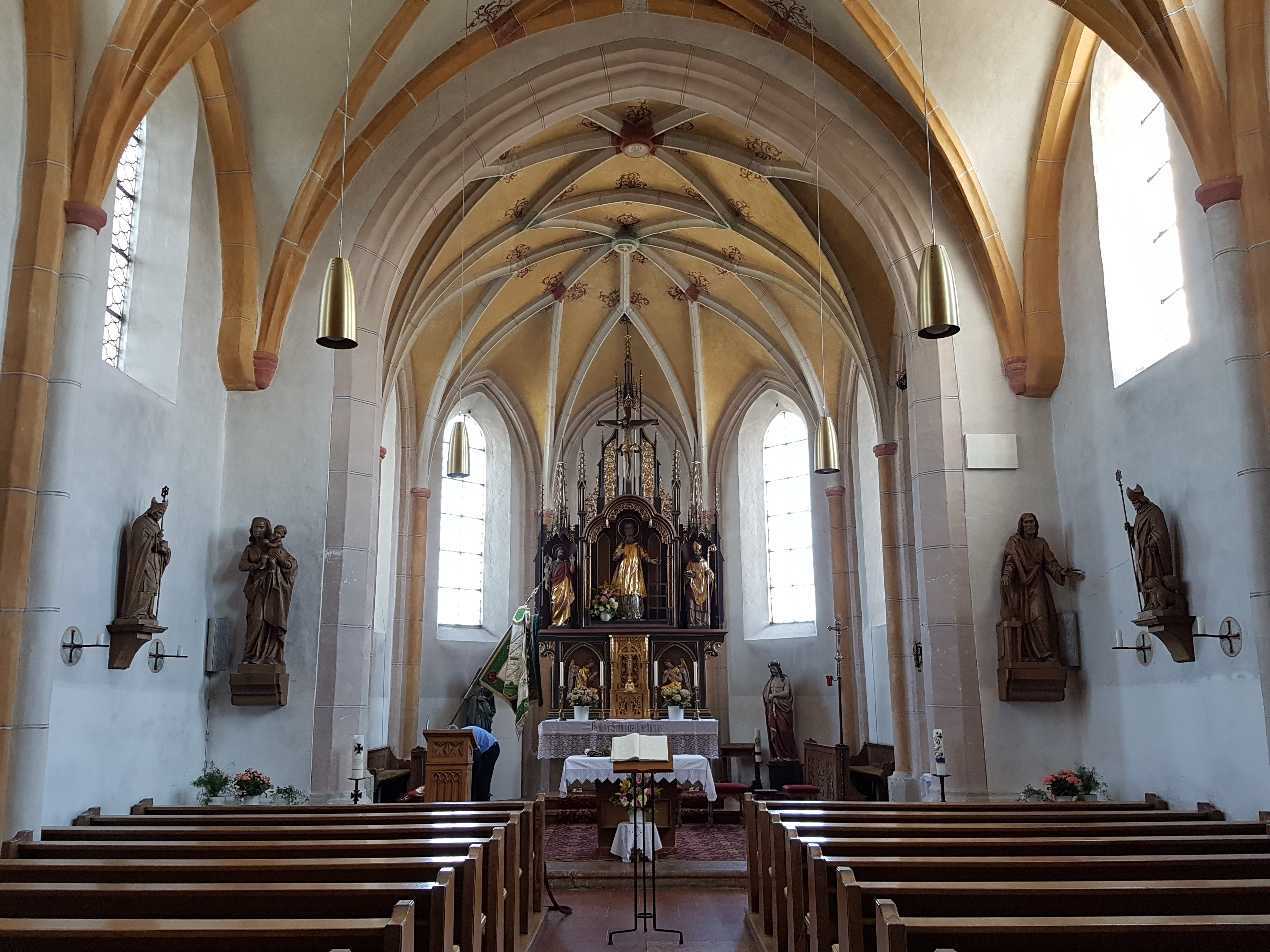
Blick zum Chor

Die römisch-katholische Pfarrkirche St. Laurentius steht in Nußdorf, einer Gemeinde im oberbayerischen Landkreis Traunstein. Sie ist in der Liste der Baudenkmäler in Nußdorf unter der Nr. D-1-89-130-2 eingetragen. Die Kirche gehört zum Dekanat Traunstein im Erzbistum München und Freising.

## Beschreibung
Die spätgotische Saalkirche wurde 1491 anstelle eines älteren Vorgängerbaus errichtet. Sie besteht aus dem Langhaus zu vier Jochen, dem eingezogenen, dreiseitig geschlossenen Chor im Osten und dem Kirchturm auf quadratischem Grundriss im Westen mit der Eingangshalle der Kirche im Erdgeschoss. Er wurde 1734 mit einem achteckigen Geschoss aufgestockt, das die Turmuhr und den Glockenstuhl enthält, und mit einer Zwiebelhaube bedeckt. Die Sakristei steht an der Südwand des Chors.
Der Innenraum ist mit einem Netzgewölbe überspannt. Der Kirchenpatron, der heilige Laurentius von Rom, ist als Skulptur im Altarretabel dargestellt; ein Rost als sein  Heiligenattribut weist auf seine Hinrichtung auf einem glühenden Gitterrost hin. An der Brüstung der Empore wurden in der zweiten Hälfte des 18. Jahrhunderts Tafelbilder der Apostel von Johann Baptist Neumüller nach Vorbildern von Giovanni Battista Piazzetta angebracht.

## Orgel

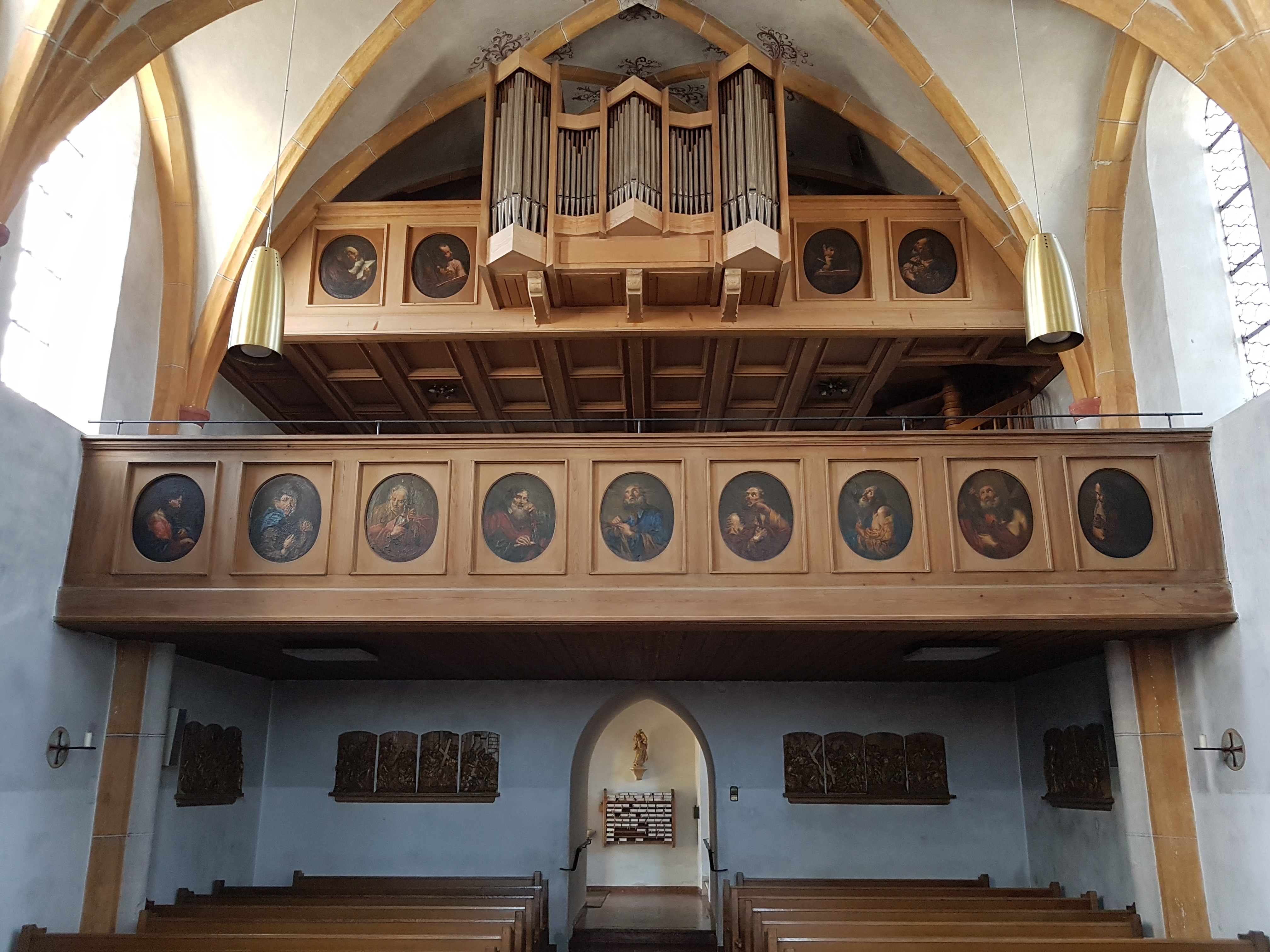
Empore und Orgel

1869 erhielt die Kirche eine Orgel mit acht Registern auf einem Manual, erbaut von Johann Georg I Beer, Erling.
Die heutige Orgel mit neun Registern auf zwei Manualen und Pedal wurde von Ludwig Eisenbarth als rein mechanisches Schleifladen-Werk im Jahr 1985 neu gebaut. Die Disposition lautet:
| I Manual C–g3 |    |
| Gedackt       | 8′ |
| Prinzipal     | 4′ |
| Schwegel      | 2′ |
| Mixtur III    | 1′ |

| II Manual C–g3 |          |            |
| Violflöte      | 8′       |            |
| Holzflöte      | 4′       |            |
| Rauschquinte   | 1 ⁄3′+1′ | [ Anm. 1 ] |

| Pedal C–f1 |     |
| Subbaß     | 16′ |
| Offenbaß   | 08′ |

- Koppeln: II/I, I/P, II/P

Anmerkungen
1. ↑  mit Vorabzug Quinte 1 1/3′